# Застава Бора
Застава Бора јесте плаво-зелена двобојка подељена хоризонтално белом траком. У средини заставе налази се печат који садржи гранчицу шишарке. 
Застава је димензије 300x150 cм уколико се вије на јарболу у екстеријеру, 160x80 ако се истиче на копљу у ентеријеру.